# Michel Delacroix

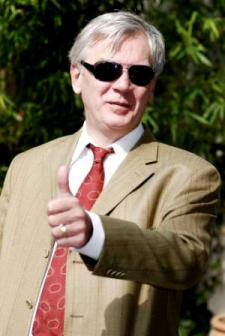
Michel Delacroix in april 2008

Michel Delacroix (Elsene, 23 juni 1950) is een Belgisch politicus van het Front National en voormalig senator.

## Levensloop
Delacroix werd ondanks zijn blindheid beroepshalve advocaat aan de Balie van Brussel. Van 1990 tot 1995 was hij ondervoorzitter van de Brailleliga. Wegens zijn extreemrechtse ideeën en ook vanwege zijn sympathie voor Léon Degrelle werd hij in 1995 tot ontslag gedwongen. In 1999 werd hij veroordeeld tot één jaar cel met uitstel nadat er in 1994 een arsenaal aan wapens bij hem werd aangetroffen.
In 2003 werd hij verkozen als gecoöpteerd senator en in 2007 werd Delacroix rechtstreeks gekozen senator tot 2010.
In 2004 werd Delacroix verkozen als lid van het Waals Parlement, maar hij verkoos om in de Senaat te blijven en liet zich vervangen.
Van 2005 tot 2007 was hij ook ondervoorzitter van het FN en van 2007 tot 2008 was hij voorzitter van de partij. Hij volgde daarmee Daniel Féret op.
Op 6 november 2008 moest hij ontslag nemen als partijvoorzitter nadat privé-opnames waarin hij een antisemitisch lied zingt in de openbaarheid waren gekomen. Op 1 december 2008 werd Daniel Huygens als zijn opvolger aangeduid. Als gevolg van dit schandaal werd hij in 2011 ook een jaar geschorst als advocaat.